# NGC 208
NGC 208 è una galassia a spirale situata nella costellazione dei Pesci a una distanza di circa 230 milioni di anni luce dal sistema solare.

## Descrizione
La galassia ha una classe di luminosità I.

## Scoperta
NGC 208 è stata scoperta il 5 ottobre 1863 dall'astronomo tedesco Albert Marth.